# Soto del Barco
Soto del Barco (asztúriai nyelven Sotu'l Barcu) község Spanyolországban, Asztúria autonóm közösségben. Soto del Barco Castrillón, Candamu, Muros de Nalón és Pravia községekkel határos. Lakosainak száma 3807 fő (2024).

## Népesség
A település népessége az utóbbi években az alábbiak szerint változott:
| Lakosok száma | 4249 | 4119 | 4085 | 4052 | 4048 | 4012 | 3924 | 3866 | 3851 | 3807 |
|               | 2001 | 2004 | 2007 | 2009 | 2012 | 2014 | 2017 | 2019 | 2022 | 2024 |